# 情報機関の一覧

情報機関の一覧（じょうほうきかんのいちらん、英語: List of Intelligence Services）は、2023年現在までの世界各国の情報機関の一覧。
歴史上の情報機関はかつて存在した情報機関の一覧を参照のこと。
この一覧は未完成です。加筆、訂正して下さる協力者を求めています。

## 北中米

### アメリカ合衆国
アメリカ合衆国連邦政府は、2001年9月のアメリカ同時多発テロ事件を受けて、情報機関の連携強化などを目的として国家情報長官を設置した。国家情報長官は連邦政府の15の情報機関の予算、人事を統括する権限をもつ。しかし、各情報機関への指揮権は不明である。予算規模も公表されていなかったが、2005年、メアリー・マーガレット・グラハム国家情報副長官がテキサス州サン・アントニオの会合で誤って公表し、15の情報機関を合わせて年間約440億ドルという巨額に上ることが明らかになった。
また、アメリカはイギリス、カナダ、オーストラリアとの間にUKUSA協定を締結しており、これらの国々と協力して世界的な通信傍受システム「エシュロン」を運営している。
- 中央情報局 (CIA) - 第二次世界大戦中の戦略事務局OSSの後継機関。NIA、OPC、CIGなどの名称を経て現在のCIAに至る。
- 司法省
  - 連邦捜査局 (FBI)
    - 情報部（英語版） (Intelligence Branch : IB)
    - 国家公安部 (NSB) - 2005年に新設された。

  - 麻薬取締局 (DEA) 国家安全保障情報局（英語版） (Office of National Security Intelligence : ONSI)
- エネルギー省
  - 諜報・防諜局（英語版） (Office of Intelligence and Counterintelligence : OICI)
  - 国家核安全保障局 (NNSA)
- 財務省
  - テロリズム・金融情報部（英語版） (Office of Terrorism and Financial Intelligence : TFI)
    - 情報分析局（英語版） (Office of Intelligence and Analysis : OIA)
- 国務省 情報研究局（英語版） (Bureau of Intelligence and Research : INR)
- 国土安全保障省
  - 情報分析局（英語版） (Office of Intelligence and Analysis : I&A)
  - 沿岸警備隊 情報部（英語版） (Coast Guard Intelligencee : CGI)

- アメリカ国防総省傘下の情報機関
  - 国防情報局 (DIA)
  - 国家安全保障局 (NSA)
    - 特別収集部（英語版） (Special Collection Service : SCS)

  - 中央安全保障局（英語版） (Central Security Services : CSS)
  - 国家地球空間情報局 (NGA)
  - 国家偵察局 (NRO)
  - 国防防諜・安全保障局 (DCSA)
  - 陸軍軍事情報部（英語版） (Military Intelligence Corps : MIC)
  - 海軍情報部 (Office of Naval Intelligence : ONI)
  - 海兵隊情報部（英語版） (Marine Corps Intelligence : MCI)
  - 国家宇宙情報センター（英語版） (National Space Intelligence Center : NSIC)
  - アメリカサイバー軍
    - 陸軍サイバーコマンド（英語版） (ARCYBER)
      - 陸軍情報保全コマンド (INSCOM)

    - 海軍サイバーコマンド（英語版）
      - 第10艦隊

    - 第16空軍（英語版） (Sixteenth Air Force : 16AF) - 第24空軍と第25空軍 (元空軍情報・監視・偵察局 (AFISR))を統合。
    - 海兵隊サイバーコマンド（英語版） (MARFORCYBER)

### カナダ
- カナダ安全情報局（CSIS） - 1984年に王立カナダ騎馬警察から独立した機関。
- 統合国家治安執行チーム（INSET）- 公安省のテロ対策部門。
- カナダ刑事情報部（英語版）（Criminal Intelligence Service Canada）
- 国防省情報局
- 通信安全保障局（英語版）（Communications Security Establishment）

### メキシコ
- 国家安全調査局（CISEN）

### キューバ
- 情報局（Dirección de Inteligencia、DI） - 旧情報総局（Dirección General de Inteligencia、DGI）。内務省に属する。
- 革命軍公安部
- キューバ共産党中央委員会アメリカ部

### グアテマラ
- 戦略分析事務局（Secretaria de Analisis Estrategico）
- 軍参謀本部第二部（Dirección de Inteligencia del Estado Mayor de la Defensa Nacional、D-2）
- 国内情報・分析部（Departamento de Inteligencia Civil y Analisis de Información）

## 南米

### ブラジル
- ブラジル情報庁（Agencia Brasileira de Inteligencia）

### チリ
- 内務省
  - 国家情報局　(Agencia Nacional de Inteligencia)

### アルゼンチン
- 国家情報センター（Central Nacional de Inteligencia）
- 国家情報事務局（Secretaria de Inteligencia de Estada、SIDE）

### ペルー
- 国家情報局（National Directorate of Intelligence）

### ウルグアイ
- 国家情報部（Dirección Nacional de Intelligencia）

## 西欧

### イギリス
イギリス政府は2001年9月のアメリカ同時多発テロ事件を受け、2002年に情報機関の連携強化などを目的として安全保障・情報問題担当内閣常任秘書官（調整官）を設置した。調整官は、同時に情報支出財務監督官（SIA）、情報機関常任秘書官委員会議長（PSIS）、公的安全保障委員会（Official Committee on Security）委員長、内務省附属非常事態秘書官顧問であり、合同情報委員会議長も彼に従属する。
- 合同情報委員会（JIC）
- 内務省保安局（SS,MI5）
- 外務・英連邦・開発省 秘密情報部（SIS,MI6）
- 政府通信本部（GCHQ） - 旧政府暗号学校（GC&CS）。
- 国防情報参謀部（DIS）
- 国家犯罪対策庁（NCA）
- ロンドン警視庁テロ対策指令部（CTC、SO15） - 2005年にロンドン警視庁の「特別部」（Special Branch、SO12）と「テロ対策部」（Anti-Terrorist Branch、SO13）が統合されて誕生した。

### ドイツ
- 連邦情報局（BND） - 「連邦情報庁」とも。
- 連邦憲法擁護庁（BfV）
- 連邦電子情報保安局（BSI）
- 国防軍情報センター（Zentrum für Nachrichtenwesen der Bundeswehr、ZNBw）
- 軍事保安局（MAD）
- 軍事情報局

### オーストリア
- 公安総局　(Directorate General for Public Security)
- 軍事情報部（Heeresnachrichtenamt）
- 軍事防諜部（Heeresabwehramt）

### オランダ
- 総合情報保安局（AIVD）（Algemene Inlichtingen- en Veiligheidsdienst）
- 軍情報保安局（MIVD）（Militaire Inlichtingen- en Veiligheidsdienst）
- 憲兵隊（Koninklijke Marechaussee, Bijzondere Dienst en Veiligheid、Kmar/BD&V）

### ルクセンブルク
- 高等対外安全保障委員会（Haute Commissariat de la Securite Exterieure、HCSE）
- 国家情報庁（Service de Renseignements de l'Etat、SRDE）
- 軍事情報部（Deuxieme Bureau de l'Arme）

### アイルランド
- 軍事情報部（G-2）
- 国家警察特別局C3班

### フランス
- 軍事省
  - 対外治安総局 (DGSE) - 防諜・外国資料局（SDECE）より改称。
  - 統合参謀本部 軍事偵察局 (DRM)
  - 国防情報安全保障総局 (DRSD)（フランス語版）
  - 陸軍情報旅団 (BR)
- 内務省
  - 国内治安総局 (DGSI)
  - 国家警察総局 中央領土情報局 (SCRT)（フランス語版）
- 経済・財務省
  - 関税・間接税総局 国家情報税関調査局 (DNRED)（フランス語版）
  - 情報処理・不正資金移転防止活動部門 (TRACFIN)（フランス語版）
- 司法省
  - 刑務所管理総局 国家刑務所情報局 (SNRP)（フランス語版）

### イタリア
- 国内・情報保安庁 (AISE)
- 対外情報・保安庁 (AISI)

### スペイン
- 国防省国家情報センター（Centro Nacional de Inteligencia）
- 内務省テロ対策・組織犯罪情報センター (Centro de Inteligencia contra el Terrorismo y el Crimen Organizado)
- 国家警察隊　(Cuerpo Nacional de Policía)

### ポルトガル
- 安全情報庁（Serviço de Informações de Segurança）
- 軍事・国防戦略情報庁（Serviço de Informações Estratégicas de Defesa e Militare、SIEDM）

### ギリシャ
- 国家情報庁（EYP）（Εθνική Υπηρεσία Πληροφοριώ）
- 国防参謀本部E部門

## 北欧

### エストニア
- エストニア軍参謀本部第2課
- 内務省警備部（Kaitsepolitseiament、KAPO）

### ラトビア
- 憲法擁護庁（SAB）
- 内務省公安警察
- 国防省軍事情報庁
- 大統領・議会警備庁
- 後備軍本部情報部

### リトアニア
- 国家安全保障局　(State Security Department of Lithuania)
- 国防省運用サービス部（Antrasis operatyvinių tarnybų departamentas　AOTD)
- 大統領・議会警備庁

### フィンランド
- 安全保障情報庁（Suojelupoliisi、SUPO）
- 軍事情報機関 （Puolustusvoimien tiedustelulaitos、 PVTIEDL）

### スウェーデン
- 軍情報部（MUST）
- 国防電波局（FRA）
- スウェーデン保安局（Säkerhetspolisen、SÄPO）

### ノルウェー
- ノルウェー情報部（Norwegian Intelligence Service、NIS）
- 公安警察（Politiets overvеkingstjeneste、POT）

### デンマーク
- 警察情報局（Politiets Efterretningstjeneste、PET）
- 国防情報庁（Forsvarets Efterretningstjeneste、FE）

## ロシア及びNIS諸国

### ロシア
- 対外情報庁 (SVR)
- 連邦保安庁 (FSB) - 国内の防諜、CIS諸国内においては、対外情報庁(SVR)に代わって、限定的に諜報活動も行っている。また、連邦政府通信情報局 (FAPSI)（英語版）が行っていたシギント任務の一部も移管された。
- 参謀本部情報総局 (GRU)
- 連邦警護庁 (FSO)特殊通信・情報局（英語版）
- 大統領特殊プログラム総局 (GUSP)

### ウクライナ
- ウクライナ保安庁（SBU）
- ウクライナ対外情報庁（SZRU）
- 国防省情報総局（GUR）

### ベラルーシ
- 国家保安委員会（Камітэт Дзяржаўнай Бяспекі、KDB）

### モルドバ
- 情報・保安庁（Serviciul de Informaţii şi Securitate、SIS）

### アゼルバイジャン
- 国家保安省（Milli Təhlükəsizlik Nazirliyi、MTN）

### アルメニア
- 国家公安庁

### ジョージア
- 内務省
- 特殊対外情報庁
- 特殊国家警護庁
- 国防省
  - 情報部（J-2）
  - 軍事情報部
  - 憲兵部

### ウズベキスタン
- 国家保安庁

### キルギス
- キルギス国家保安庁
- キルギス国防省情報部

### タジキスタン
- 公安省

### トルクメニスタン
- 国家保安省（ロシア語版、英語版）(Milli howpsuzlyk ministrilgi、MHM）

### カザフスタン
- 国家保安委員会

## 東・中欧

### ポーランド
- 情報部（Agencja Wywiadu）
- 国内公安部（Agencja Bezpieczenstwa Wewnetrznego）

### チェコ
- 保安・情報庁（BIS）
- 外交情報部（Úřad pro zahraniční styky a informace、ÚZSI）
- 国防省軍事情報部（Vojenské zpravodajství）
- チェコ国家サイバー・情報局(Národní úřad pro Kybernetickou a informační bezpečnost)

### スロバキア
- 情報庁（SIS）
- 国防省情報本部（Vojenská spravodajská služba）
- 国防軍情報部（Vojenské obranné spravodajstvo）
- 政府安全保障局（Národný bezpečnostný úrad）

### ハンガリー
- 国家保安庁（NBH）
- 情報局（Információs Hivatal）
- 特殊国家公安庁（Nemzetbiztonsági Szakszolgálat、NBSZ）
- ハンガリー軍事情報局（Katonai Felderítő Hivatal）
- 憲兵隊（Katonai Biztonsági Hivatal）

### ルーマニア
- ルーマニア情報庁（Serviciului Roman de Informacii）
- 外務省対外情報部（ルーマニア語版、英語版）（Serviciul de Informaеtii Externe、SEI）
- 警護・警備庁（SPP）
- 国防省特殊通信部
- 国防省情報部
- 内務省公安部

### ブルガリア
- 国家情報庁（NRS）
- 国家安全保障庁
- 軍事情報庁（ブルガリア語版） - 国防省
- 公安・憲兵・軍事防諜庁（ブルガリア語版） - 国防省

### セルビア
- 情報局（Безбедносно-информативна агенција、BIA）

### クロアチア
- 安全保障情報局（Sigurnosno-obavještajna agencija　SOA）
- 特別安全保障局（Uprava za posebne poslove sigurnosti） - 内務省
- クロアチア軍
  - 軍事安全保障局　(Vojna sigurnosno-obavještajna agencija VSOA）

### スロベニア
- スロベニア公安情報庁（Slovenska Obveseevalno-Varnostna Agencija）
- 憲兵隊

### ボスニア・ヘルツェゴビナ
- 公安情報部

### 北マケドニア
- 情報局
- 内務省情報部
- 内務省公安・憲法体制擁護部

### アルバニア
- 国家情報センター（SHIK）

## オセアニア

### オーストラリア
- 首相府国家評価室（Office of National Assessments）
- オーストラリア保安情報機構（ASIO）
- 情報安全議会合同委員会（英語版）（Parliamentary Joint Committee on Intelligence and Security（PJCIS））
- 情報安全総局（英語版）（Inspector-General of Intelligence and Security（IGIS））
  - 機密情報局（英語版）（Australian Secret Intelligence Service（ASIS））
- オーストラリア国防情報機構（Defence Intelligence Organisation）
  - オーストラリア信号局（Australian Signals Directorate（ASD））（旧：国防信号局（Defence Signals Directorate））
  - オーストラリア地理空間情報機構（Australian Geospatial-Intelligence Organisation）
- オーストラリア連邦警察（Australian Federal Police）

## 中東

### トルコ
- 国家情報調整委員会
- MIT（Milli Istihbarat Teskilati） - 国家情報機構

### イスラエル
- （המוסד = המוסד למודיעין ולתפקידים מיוחדים）イスラエル諜報特務庁（通称モサド） - 対外情報機関
- （שב"כ = שירות ביטחון כללי）イスラエル総保安庁 - 防諜機関
- （ממ"ד = המרכז למחקר מדיני）イスラエル政治調査センター - 外交情報調査機関
- （אגף החקירות ומודיעין של משטרת ישראל） イスラエル警察捜査諜報部 - 捜査機関
- （אמ"ן = אגף המודיעין של צה"ל）イスラエル参謀本部諜報局 - 軍事情報機関
  - （למד"ן = להק מודיעין）イスラエル空軍諜報部
- レケム（ラカム） - 科学情報機関

### シリア
- イダーラト・アル=アムン・アル=スィヤースィー -政治治安部
- イダーラト・アル=アムン・アル=アーンム - 総合情報部
- シュウバト・アル=ムハバラート・アル=アスカリーヤ - 軍事情報部
- イダーラト・アル=ムハーバラート・アル=ジャウイーヤ - 空軍情報部

### イラン
- 特別作戦会議
- 情報省
- 軍事情報部

### サウジアラビア
- アル=イスティフバーラート・アル=アーンマ - 総合情報庁

### ヨルダン
- ヨルダン総合情報部

### レバノン
- ムハーバラート・アル＝ジャイシュ・アッ＝ルブナーニー[※ 1] - レバノン軍軍事情報部
- アル＝アムン・アル=アーンム - 総合治安局
- アムン・アッ=ダウラ - 国家治安庁

### カタール
- アル＝ムバーハサート - 内務省刑事局
- アル＝ムバーヒス - 国家公安局
- アル＝ムハーバラート - 軍事情報局

### クウェート
- マバーヒス・アムン・アッ＝ダウラ - State Security Investigative Police

## アフリカ

### エジプト
- アル＝ムハーバラート・アル=アーンマ - 総合諜報局
- アル＝ムハバラート・アル=ハルビーヤ - 軍事諜報庁
- マバーヒス・アッ=ダウラ - 国家治安捜査局
- ジハーズ・アムン・アッ=ダウラ - 国家治安庁

### スーダン
- アル＝アムン・アッ=ダーヒリー - 国内治安機関
- アル＝アムン・アル=ハーリジー - 諜報機関

### リビア
- アル＝イスティフバーラート・アル=アーンマ - 総合諜報局
- アル＝イスティフバーラート・アル=アスカリーヤ - 軍事諜報局

### チュニジア
- 内務・地域発展省
- アムン・アッ=ダウラ - 国家公安局
- 憲兵
- 国防省附属特殊機関

### アルジェリア
- DRS（Departement de renseignement et de la securite）- 研究・公安部
- DSI（Direction de la securite interieure）- 国内保安局
- DDSE（Direction de documentation et de securite）- 文書・保安局
- SSS（Service de la securite speciale）- 特殊公安庁
- CCLAS（Commandement de Coordination de la lutte Contre les Activites Subversives）- 反乱活動対策調整司令部

### ナイジェリア
- NIA（National Intelligence Agency）- 国家情報局
- SSS（State Security Service）- 国内公安庁
- DIA（Defence Intelligence Agency）- 国防情報局

### モロッコ
- DST（Direction de la Surveillance du Territoire）- 国土監視局

### マリ
- Ministere de la Securite et de la Protection Civile - 警備公安省

### モーリタニア
- DSE（Direction de la Surete de l'Etat）- 国家公安局

### アンゴラ
- Serviсo de Inteligencia Externa - 対外情報庁
- Servico de Informacoes - 情報庁
- Departamento da Contra Inteligencia Militar - 軍事防諜部

### ウガンダ
- ESO（External Security Organisation）- 国外公安機構
- ISO（Internal Security Organisation）- 国内公安機構
- CMI（Chieftaincy of Military Intelligence）- 軍事情報部
- JSO（Joint Security Organisation）- 統合公安機構

### ケニア
- NSIS（National Security Intelligence Service）- 国家公安部
- CID（Criminal Investigation Department）- 刑事部

### コンゴ民主共和国
- ANR（Agence nationale === de renseignements）- 国家情報庁
- DEMIAP（Detection militaire des activites anti-patrie）- 憲兵隊
- IPP - 警察検察局
- ASA（Airports Security Agency）- 空港警備局

### ジンバブエ
- CIO（Central Intelligence Organisation）- 中央情報機構
- PISI（Police Internal Security and Intelligence）- 公安警察
- Zimbabwe National Army Intelligence Unit - 陸軍情報隊

### ルワンダ
- DMI（Department of Military Intelligence）- 軍事情報部
- ESO（External Service Organisation）- 国外情報機構
- G2（Intelligence of the National Gendarmerie）- 国家憲兵隊
- Special Intelligence - 特別情報部
- CID（Criminal Investigation Department）－ 刑事部
- Domestic Security Intelligence - 国内公安部
- Civil Intelligence Service - 民間情報庁

### 南アフリカ共和国
- NICOC（National Intelligence Co-ordinating Committee）- 国家情報調整委員会
- Ministery of Safety and Security - 警備・公安省
- SASS（South African Secret Service）- 秘密情報部
- National Defence Force Intelligence Division - 国防軍情報団
- NIA（National Intelligence Agency）- 国家情報庁

## アジア

### 中国
- 中国共産党中央委員会
  - 中国共産党中央対外連絡部
  - 中国共産党中央統一戦線工作部
- 中華人民共和国国務院
  - 中華人民共和国国家安全部
  - 中華人民共和国公安部
  - 中華人民共和国人力資源社会保障部
    - 国家外国専家局（英語版）
- 中国人民解放軍
  - 中央軍事委員会連合参謀部（中国語版）
  - 中国人民解放軍総参謀部第二部
  - 中国人民解放軍総政治部
    - 中国国際友好連絡会（中国語版）

  - 中国人民解放軍空軍
  - 中国人民解放軍戦略支援部隊
    - 中国サイバー軍
- 中央人民政府駐香港特別行政区国家安全維持公署（中国語版）
  -  香港
    - 国家安全処

### アフガニスタン
- 国家保安局（National Security Directorate）

### インド
- JIC（Joint Intelligence Committee）- 合同情報委員会
- RAW（Research and Analysis Wing）- 研究・分析局
- IB（Intelligence Bureau）- 情報局
- NSG（National Security Guards）- 国家治安警備隊

### パキスタン
- 軍統合情報局 (Inter-Services Intelligence、ISI)
- FIA - 連邦捜査局

### 北朝鮮
- 朝鮮人民軍偵察総局（朝鮮人民軍総参謀部偵察局、朝鮮労働党作戦部、朝鮮労働党対外情報調査部が統合）
- 朝鮮人民軍保衛司令部
- 朝鮮人民軍総政治局敵工部
- 国家保衛省
- 社会安全省
- 朝鮮労働党統一戦線部

### 韓国
- DSC（Defense Security Command）- 国軍機務司令部

### 台湾
- NSB（National Security Bureau）- 国家安全局
- MIB（Military Intelligence Bureau）- 軍事情報局
- CDO（Communications Development Office）- 電訊發展室
- MJIB（Investigation Bureau, Ministry of Justice）- 調查局

### フィリピン
- NICA（National Intelligence Coordinating Agency）- 国家情報調整局
- ISAFP（Intelligence Service of the Armed Forces of the Philippines）- フィリピン軍情報局
- NBI（National Bureau of Investigation）- 国家捜査局

### シンガポール
- JID（Joint Intelligence Directorate）- 統合情報本部
- G2-Army
- ISD（Internal Security Department）- 内務省公安局
- SID（Security and Intelligence Department）- 公安情報部

### インドネシア
- 国家情報庁（Badan Intelijen Nasional）
- BAIS（Badan Intelijen Strategis）- 戦略情報庁

### タイ
- สำนักงานสภาความมั่นคงแห่งชาติ （Office of the National Security Council:NSC）- 内閣首相府 国家安全保障委員会
- สำนักข่าวกรองแห่งชาติ （National Intelligence Agency:NIA） - 内閣首相府 国家情報局
- กองบัญชาการตํารวจสันติบาล （Special Branch, Royal Thai Police） - 国家警察庁 タイ王国公安警察
- กองบัญชาการกองทัพไทย ศูนย์รักษาความปลอดภัย （Armed Forces　Head Quarter Security Center）- 国防省 タイ王国軍最高司令部 安全保障センター
- 陸軍情報部（Directorate of Intelligence）
- 海軍情報部（Naval Intelligence Department）
- 空軍情報部（Air Forces Intelligence Department）

### ミャンマー
- タトマダフ
- 国家情報局（National Intelligence Bureu、略称NIB）

## 日本
日本の情報機関として有名なものに内閣官房の内部組織の内閣情報調査室(内調)がある。内調は主に情報の集約やオシントを行っている。またその他の情報機関として、警察庁警備局(公安警察)、外務省国際情報統括官組織、防衛省情報本部、法務省公安調査庁などが挙げられる。
日本の情報機関において特徴的なのは、警察(公安警察)が人事面で優勢である点にある。日本の情報機関における取りまとめ的な位置づけである内閣情報調査室には警察官僚やノンキャリアの警察官が数多く出向しており、トップの内閣情報官は創設時から警察官僚が代々起用されている。また、外務省国際情報統括官組織、防衛省情報本部、公安調査庁などにも警察官僚が出向している。
日本の情報機関の一覧は以下の通り(★印は内閣情報会議または合同情報会議のメンバー)。

### 内閣
日本の政治の中枢である内閣における政策を審議・決定するために、第2次安倍政権下で国家安全保障会議 (NSC)が設置され、NSCへ政策を提言・立案する下部組織の事務局として国家安全保障局が設置されている。国家安全保障局が政策を提言・立案するためには様々な情報が必要であり、内閣官房に設置された日本政府の情報機関の代表のような性質を有する内閣情報調査室(内調)も情報を提供している機関のひとつである。内調は外国政府の情報機関との公式なカウンターパートとなっており、内調トップである内閣情報官は定期的に首相に内外の情勢報告を行う。また政策提言・立案のため国家安全保障局と内調の情報が共有される必要があるため、警察庁出身者のポストとなる国家安全保障局の情報部門の班長には内調からの出向者が当てられる。
また、縦割り行政を排し各省庁間のインテリジェンス・コミュニティーの連携を図るために、年2回事務次官が集う内閣情報会議が開催され、隔週ごとに局長級が集う合同情報会議が設置されている。
- 内閣情報会議
  - 合同情報会議
- カウンターインテリジェンス推進会議[3]
- 内閣官房 ★
  - 内閣情報調査室 (CIRO) ★
    - 内閣情報集約センター
    - 内閣衛星情報センター
    - カウンターインテリジェンス・センター
    - 国際テロ情報集約室

  - 内閣サイバーセキュリティセンター (NISC) - サイバーセキュリティ対策(防諜)組織
- 国家安全保障会議 (NSC)
  - 国家安全保障局 (NSS)

### 警察
治安維持を目的とした法執行機関であるが、公安警察はカウンターインテリジェンスを任務としており、警察庁警備局が全国の公安警察を指揮下に置いている。国際テロ捜査のために国外に警察官を派遣することもあるほか、在外公館警備対策官として在外公館に警察官を派遣している。
- 警察庁 ★
  - 警備局 ★
    - 警備企画課
    - 公安課
    - 外事情報部
      - 外事課
      - 国際テロリズム対策課

  - 警視庁公安部、道府県警察本部警備部 公安課・外事課
    - 警察署警備課

### 防衛省・自衛隊
自衛隊には各幕僚監部と陸・海・空自衛隊それぞれに情報を扱う組織が存在する。情報本部は防衛大臣直属の組織であるが、統合幕僚監部にもインテリジェンスを供給する。
- 防衛省 ★
  - 防衛政策局 ★
    - 調査課

  - 情報本部 (DIH)
    - 統合情報部 (J−2) - 統合幕僚監部の情報収集・分析を担当

  - 自衛隊情報保全隊 - 元々、陸上・海上・航空自衛隊に編成された情報保全隊を統合再編
  - 自衛隊サイバー防衛隊
  - 陸上幕僚監部
    - 指揮通信システム・情報部 (別班)

  - 海上幕僚監部
    - 指揮通信情報部

  - 航空幕僚監部
    - 運用支援・情報部

  - 陸上自衛隊
    - 陸上総隊
      - 中央情報隊
        - 基礎情報隊（旧中央資料隊）
        - 地理情報隊（旧中央地理隊）
        - 情報処理隊
        - 現地情報隊

      - 電子作戦隊
      - システム通信団
        - 通信保全監査隊
        - サイバー防護隊

    - 情報科
      - 北部方面情報隊
        - 第301沿岸監視隊

      - 東北方面情報処理隊
      - 東部方面情報処理隊
      - 中部方面情報隊
      - 西部方面情報隊
        - 西部方面通信情報隊

      - 情報学校 - 旧小平学校情報教育部、調査学校
        - 情報教導隊

      - 沿岸監視隊
      - 情報科部隊

    - 機甲科
      - 偵察部隊

  - 海上自衛隊
    - 自衛艦隊
      - 艦隊情報群
      - 海洋業務・対潜支援群
      - 航空集団 第31航空群 第81航空隊 第811飛行隊

    - システム通信隊群保全監査隊

  - 航空自衛隊
    - 航空総隊
      - 作戦情報隊
      - 作戦システム運用隊
      - 偵察航空隊
      - 航空戦術教導団電子作戦群電子飛行測定隊

    - 航空システム通信隊保全監査群

### 法務省
- 公安調査庁 ★

公安調査庁は、破壊活動防止法などの法令に基づき、日本に対する治安・安全保障上の脅威に関する情報を収集・分析する情報機関である。設立当初は、団体規制機関としての位置づけであったが、その枠内において情報活動も展開しており、同庁公式サイトでは業務内容を団体規制と情報貢献に大別して紹介している。調査第一部が国内情勢と団体規制を、調査第二部が国外情勢をそれぞれ担当している。

### 外務省
- 国際情報統括官組織 ★
- 総合外交政策局 国際テロ情報収集ユニット

外務省は世界各国に在外公館を有しており、外交官からもたらされる情報を元に政策を判断しているほか、国際情報統括官組織が情報の分析を行っている。

### 海上保安庁
海上での治安維持を目的とした法執行機関であるが、不審船やテロに関する情報の収集・分析を任務としており、主に北朝鮮工作機関、中国海軍、国際犯罪組織などに対する情報活動を行っているほか、在外公館警備対策官として在外公館に海上保安官を派遣している。
- 警備救難部
  - 警備情報課

### 情報機関的機能を有するとされる組織
- 一般財団法人 ラヂオプレス - 元外務省ラヂオ室
- 一般財団法人 世界政経調査会 - 元河辺機関
  - 国際情勢研究所
- 一般社団法人 内外情勢調査会
- 独立行政法人 日本貿易振興機構（ジェトロ）
- 一般社団法人 国民出版協会
- シンクタンク

## 過去の情報機関
解散、改称または他組織に統合され、現存しない情報機関は、以下に示す。
- 日本
  - 戦前
    - 情報局
    - 内務省警保局保安課
      - 特別高等警察
      - 朝鮮総督府警務局保安課
      - 台湾総督府警察保安課
      - 関東州庁警察部高等警察課

    - 外務省情報部
      - 東機関

    - 陸軍中野学校
    - 明石機関 - 明石元二郎大佐がロシア工作を目的に欧州で育成した協力者グループ
    - オムスク機関
    - 特務機関 - 明石機関をモデルに大日本帝國陸軍省・海軍省・外務省・民間企業・民間人が創った情報機関群
      - ハルビン特務機関 - のちに関東軍情報部に再編。
      - F機関（→岩畔機関→光機関）
      - 南機関

    - 児玉機関 - 児玉誉士夫が上海に作った機関　詳細は児玉の項を参照
    - 満鐵調査部 - 南滿洲鐵道株式會社調査部、オールラウンダー財閥であった南滿洲鐵道株式會社の情報機関
    - 日露通信社 - 旧日露貿易通信社
    - 露西亜通信社 - のちに日露通信社を吸収して日蘇通信社に改称
    - 同盟通信社

  - 戦後
    - 連合国軍最高司令官総司令部(GHQ)参謀第2部(G2)・キャノン機関傘下
      - 河辺機関 - 戦後の日本における、G2・河辺虎四郎・辰巳栄一らによる反共主義工作機関

    - 寺田技術研究所 - 1952年から公安調査庁傘下で戦前のハルビン特務機関や日ソ通信社を出自とする放送受信・無線傍受を担当した機関。のち「極東通信社」と改称、更に業務を陸上自衛隊中央調査隊が引継ぎ、1976年解散。
    - 防衛庁・省
      - 調査隊 (陸上自衛隊) - 自衛隊情報保全隊に再編
        - 陸上自衛隊中央調査隊

      - 陸上幕僚監部調査部
        - 第2課別室(調別)

      - 陸上自衛隊
        - 北部方面隊第1電子隊

- アメリカ合衆国
  - OSS - 戦略事務局（第二次世界大戦中の情報機関・CIAの前身）
  - キャノン機関 - 占領中の日本にあった連合国軍最高司令官総司令部(GHQ)参謀第2部(G2)直轄の秘密機関 Z機関、本郷機関とも

- ペルー
  - SIN（Servicio de Inteligencia del Nacional） - 国家情報部（ - 2000年9月）

- イギリス
  - SID（Secret Intelligence Department）  - クリミア戦争に際しての情報機関。のちに統合・改編を繰り返してSISとなる。
  - BSC（British Security Coordination）  - 公安協力部：第二次世界大戦で米国と共に活動した情報機関。ニューヨークに拠点。
  - SOE（Special Operation Executive）  - 特殊作戦執行部：第二次世界大戦中の特殊部隊。
  - HKSB (Hong Kong Police Special Branch)　－ 香港警察公安部：イギリス領時代の香港で活動した公安警察。

- ロシア帝国
  - 皇帝官房第三部
  - 内務省警察部警備局 - オフラーナ、オフラーンカとも称される。

- ソビエト連邦
  - チェーカー - 全ロシア反革命・サボタージュ対策非常委員会（ロシア革命直後の秘密警察）
  - ゲーペーウー - 国家政治局（NKVDの秘密警察）
  - 内務人民委員部（NKVD）
  - 国家保安人民委員部（NKGB）
  - ソ連情報委員会（KI）
  - ソ連国家保安委員会 (KGB) - ヴェー・チェー・カー=ジェルジンスキー委員長率いる「テロと反革命のための全露非常委員会」=の後継。途中VCK、国家保安部MGB、内務人民委員部NKVDなどと名称変更
  - スメルシ - 国防人民委員部防諜総局。第二次世界大戦時の防諜機関

- ドイツ
  - ゲシュタポ - ナチス・ドイツの秘密警察
  - 国家保安本部第VI局 - 国外諜報担当。
  - 国防軍防諜部 - OKWの部局。アプヴェーア。
  - 陸軍参謀本部東方外国軍課 - 戦時中の対ソ情報機関
  - ゲーレン機関 - 第二次世界大戦後、アメリカの支援で共産圏の諜報を行った特別機関
  - シュタージ - 東ドイツの秘密警察・情報機関（正式名称は「国家保安省」だが通称の「シュタージ」のほうが有名）

- フランス
  - フランス国土監視局（DST） - 2008年、中央総合情報局と統合され中央対内情報局に改組。

- オーストリア＝ハンガリー帝国
  - エヴィデンツビュロー - 1850年頃にそれまで皇帝直属だった密使や密偵を組織化した情報機関。陸軍の直轄だった。
  - クンドシャフト・ステル - 20世紀初頭に創設された軍事諜報機関

- ルーマニア
  - シグランツァ - 第二次世界大戦前・戦中の諜報機関、秘密警察
  - セクリタテア - 共産政権下の秘密警察

- ハンガリー
  - 国家保安局 - 共産政権下の秘密警察（AVO、ÁVHに改名）

- チェコスロバキア
  - 国家保安部（チェコ語:StB、スロバキア語:ŠtB）- 警察機関を統括する内務省国家安全保障隊（チェコ語:SNB、スロバキア語:ZNB）所管の秘密警察。

- ポルトガル
  - 国防国際警察（PIDE（英語版））
  - 国家保安局（DGS）

- 大韓民国
  - 韓国中央情報部 - KCIA（国家安全企画部に改称）

- 満洲国
  - 保安局 - 反満・抗日ゲリラを取り締まる為に1937年に設置された。関東軍と密接な関係にあった。

- 中国
  - ジェスフィールド76号 - 特工総部。汪兆銘政権の防諜機関・秘密警察
  - 中国共産党中央特科 - 周恩来が上海に設立した特務機関
  - 国家政治保衛局 - 中華ソビエト共和国時代の特務機関
  - 中国共産党中央社会部 - 第二次国共合作～中華人民共和国建国までの特務機関
  - 中国共産党中央情報部 - 中共建国から国家安全部への改編までの諜報機関